# Dicranomyia (Melanolimonia) paramorio paramorio
Dicranomyia (Melanolimonia) paramorio paramorio is een ondersoort van de tweevleugelige Dicranomyia (Melanolimonia) paramorio uit de familie steltmuggen (Limoniidae). De ondersoort komt voor in het Palearctisch en Oriëntaals gebied.